# Basilika Mariä Heimsuchung (Staré Hory)

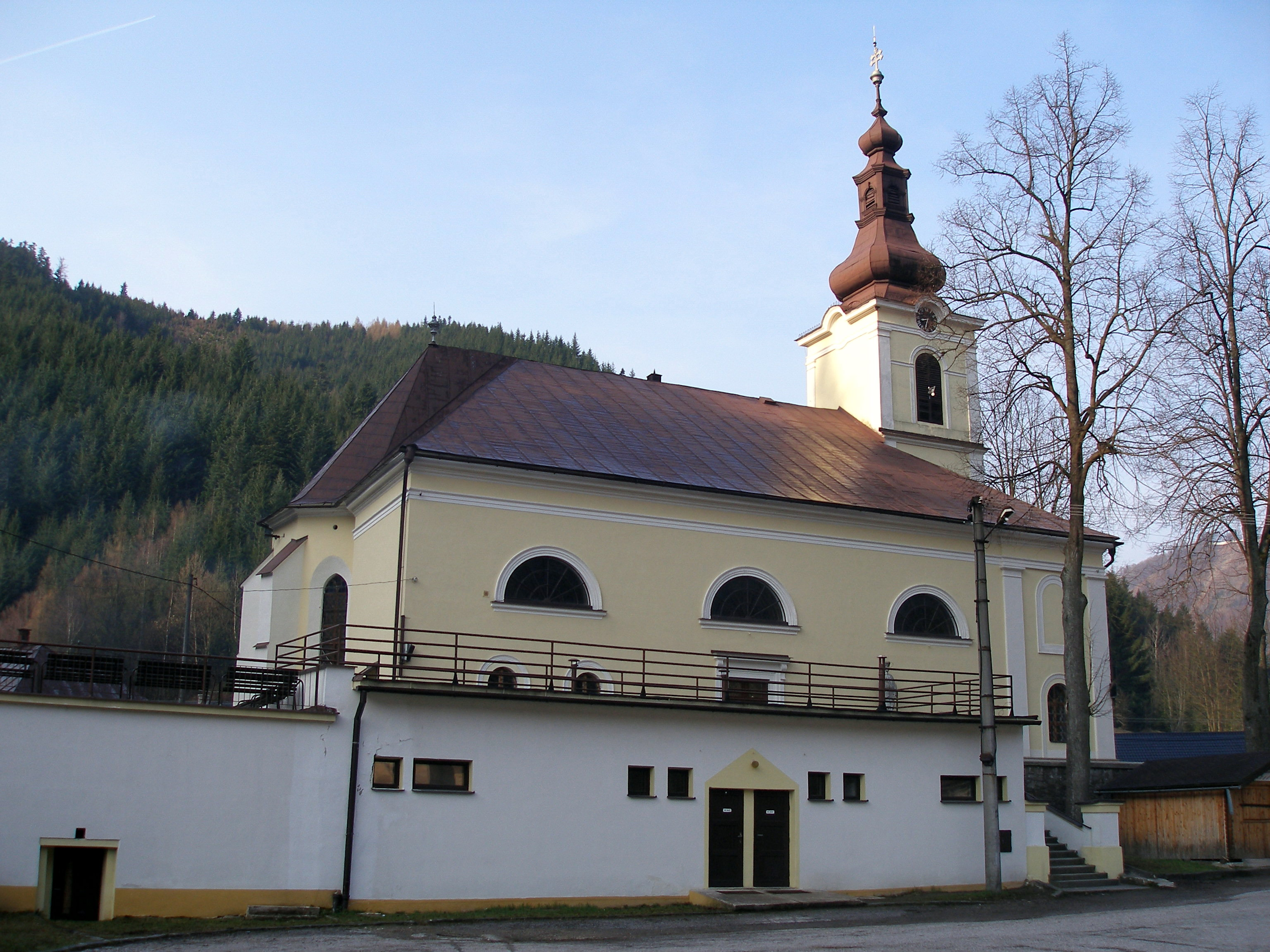
Außenansicht der Basilika

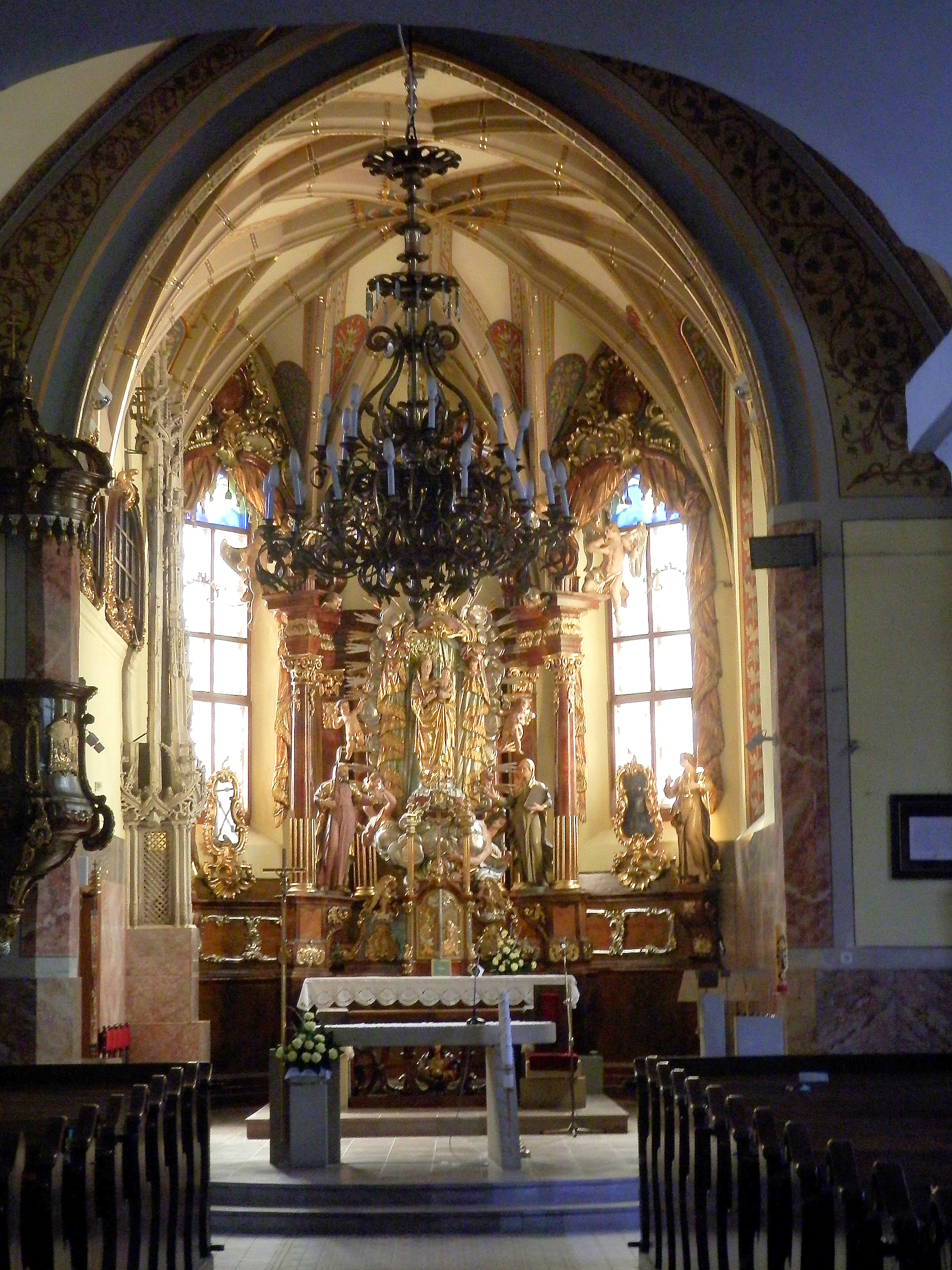
Altarraum

Die Basilika Mariä Heimsuchung ist eine römisch-katholische Kirche in Staré Hory, Slowakei. Die Kirche des Bistums Banská Bystrica führt das Patrozinium Mariä Himmelfahrt. Seit 1963 ist sie ein Nationales Kulturdenkmal der Slowakei.

## Geschichte
Die Kirche wurde im Zeitraum von 1448 bis 1499 im Stil der Gotik gebaut. Die dreischiffige Kirche schließt mit einer polygonalen Apsis am Chor, in der das gotische Gewölbe erhalten ist. Andere Teile der Kirche wurden 1722 barockisiert und 1850 im Klassizismus umgestaltet. Der Turm der Kirche ist mit einem Barockhelm mit Laterne abgeschlossen. Sein Vorbau ist mit einem Tympanon und einem dreieckigen Giebel überdacht. Papst Johannes Paul II. erhob die Kirche 1990 in den Rang einer Basilica minor. An dem Pontifikalamt zur Verkündigung nahmen 40 Priester und 11.000 Gläubige teil.

## Ausstattung
Die Kirche besitzt eine wertvolle Rokoko-Kanzel und eine Madonnenstatue aus dem 16. Jahrhundert. Diese wurde im 17. Jahrhundert im Rahmen der Religionskonflikte vor den Protestanten vergraben und erst 1711 wieder in der Kirche aufgestellt. Die Stelle ist heute mit einem Mariendenkmal versehen.